# Gary Billings
| (13405) Dorisbillings | 17. September 1999 |  |
| (40463) Frankkameny   | 15. September 1999 |  |
| (42917) 1999 SU1      | 21. September 1999 |  |
| (49869) 1999 XG115    | 12. Dezember 1999  |  |
| (66488) 1999 RD44     | 15. September 1999 |  |
| (102233) 1999 TJ19    | 10. Oktober 1999   |  |

Gary W. Billings ist ein kanadischer Amateurastronom und Asteroidenentdecker.
Er ist von Beruf Geophysiker und interessiert sich vor allem für die Photometrie von variablen Sternen.
Im Rahmen seiner Beobachtungen entdeckte er im Jahre 1999 in Calgary insgesamt sechs Asteroiden.
Der Asteroid (73703) Billings wurde am 13. Juli 2004 nach ihm benannt.